# Bóbrka (Chorkówka)
Bóbrka (früher Bobrek) ist eine Ortschaft mit einem Schulzenamt der Gemeinde Chorkówka im Powiat Krośnieński der Woiwodschaft Karpatenvorland in Polen.
Der Ort ist bekannt für das nach Ignacy Łukasiewicz benannte Museum der Öl- und Gasindustrie Bóbrka.

## Geschichte

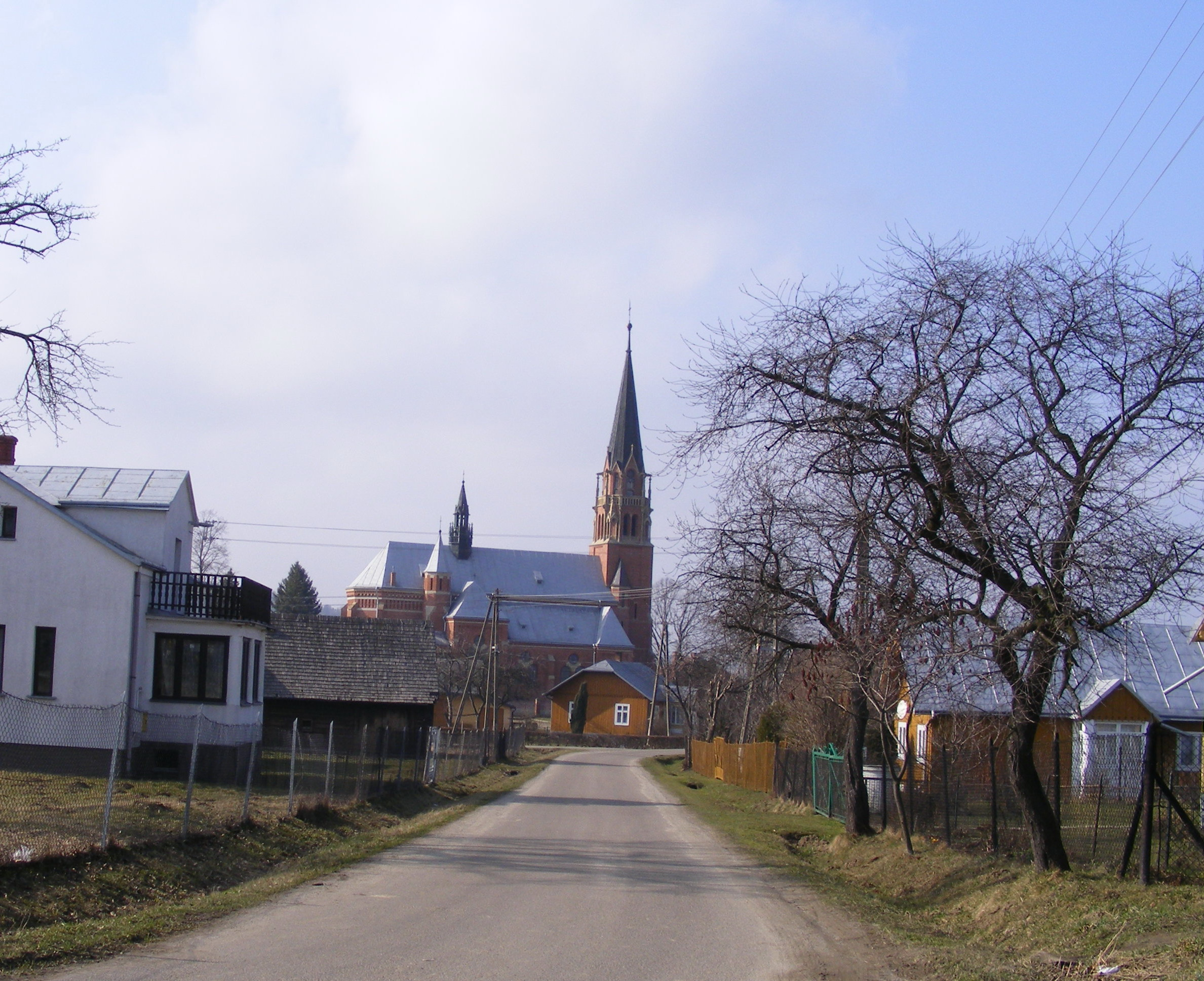
Kirche im Dorf

Der Ort wurde im Jahr 1397 unter den Namen Oczroglicza (Okrąglica) in einem Wald auf beiden Ufern des Bachs Bobrka (damus (...) unum fundum et silvam ad extirpandam et locandam villam situs rivulum Bobrka, heute Bóberka), einem linken Zufluss der Jasiołka, nach Magdeburger Recht, auf dem Land im Besitz von Pasco de Scotnik heres de Bogoria (Paszko ze Skotnik i Bogorii) und unter der Leitung des Lokators und des ersten Schulzes Nicolaus Cenker (Mikołaj Cenker) gegründet. Der Name Okrąglica etablierte sich nicht und das Dorf, das ab um 1420 dem Kloster Koprzywnica gehörte, als Bobrka (später Bobrky, Borpka) bekannt wurde (polnisch bóbr – Biber).
Politisch gehörte das Dorf zum Königreich Polen (ab 1569 in der Adelsrepublik Polen-Litauen), Woiwodschaft Krakau, Kreis Biecz. Bei der Ersten Teilung Polens kam Bóbrka 1772 zum neuen Königreich Galizien und Lodomerien des habsburgischen Kaiserreichs (ab 1804). Ab dem Jahr 1855 gehörte Bóbrka zum Bezirk Krosno.
Nach dem Studium gründete Ignacy Łukasiewicz 1854 in Bóbrka das weltweit erste Bergwerk zur Erdölgewinnung.
Nach dem Ende des Ersten Weltkriegs und dem Zusammenbruch der Habsburgermonarchie kam Bóbrka 1918 zu Polen. Unterbrochen wurde dies nur durch die deutsche Besetzung Polens im Zweiten Weltkrieg. Von 1975 bis 1998 gehörte Bóbrka zur Woiwodschaft Krosno.